# Morellato
Morellato es un grupo de empresas italiano que diseña y produce artículos de joyería y relojes. La empresa matriz del grupo fue fundada por Giulio Morellato en Bolonia, aunque posteriormente se trasladó a las cercanías de Padua.

## Historia
Giulio Morellato inició sus operaciones en la década de 1930 como fabricante de correas de reloj.
En 1990, Massimo Carraro compró el pequeño negocio familiar de relojería a su padre y a dos socios. La empresa comenzó a fabricar cajas de joyería en 1986 y joyas en 2000.
En 2005, Morellato adquirió la licencia de joyería Miss Sixty. En 2006, adquirió el Sector Group (Sector, Philip Watch, varias licencias, como punto de apoyo para su introducción en los EE. UU. y en el mercado de ropa masculina). Al año siguiente, el grupo cambió su nombre a Morellato & Sector, compró la tienda de relojes y joyas Bluespirit y se estableció en la India y en China.
En abril de 2014 la compañía firmó una alianza con la distribuidora relojera española Geresa, convirtiendo a la nueva empresa conjunta en el segundo mayor distribuidor de relojes de España, detrás de Rolex. Las dos empresas invirtieron 70 millones de dólares en la nueva compañía. A través de este acuerdo, Morellato obtuvo las redes de distribución de Geresa, pero el 50% del holding del Grupo Morellato (Morellato &Sector S.A) pasó a ser propiedad de Geresa. Morellato se lanzó en las Filipinas en 2014.
El Grupo Morellato y Pepe Jeans London firmaron un acuerdo para la producción y distribución mundial de relojes de la marca Pepe Jeans London, que comenzó durante el otoño de 2014. En 2015, Morellato se asoció con Trussardi para crear la "colección T01". En febrero de 2016, la marca de lujo Furla lanzó una nueva colección de relojes diseñados por Morellato. Morellato también eligió a Grenchen Time como su distribuidor para el Reino Unido.
En los años siguientes, la empresa italiana compró las cadenas minoristas de joyería europeas Mister Watch (2019), Cleor (2019), y Christ Group (2023).

## Actividades
El grupo está presente en el mercado italiano e internacional con marcas propias y marcas bajo licencia como Roberto Cavalli, Furla y Maserati. También es uno de los principales fabricantes mundiales de correas de reloj y cajas para joyería, que constituyen la actividad original de Morellato desde 1930. Los mercados prioritarios de Morellato son Europa, Oriente Medio y Asia, con una concentración particular en China.
Además de la sede central en Santa Giustina in Colle, en la provincia de Padua, y las oficinas de diseño y mercadotecnia en Milán, el grupo está dividido en numerosas filiales en EE. UU., Alemania, Francia, España, Suiza y Hong Kong. También está presente, a través de algunas filiales organizadas como empresas conjuntas, en China, Emiratos Árabes Unidos (Morellato Middle East) e India.
Desde 1995, se están vendiendo 5 millones de piezas cada año. En 2005, el grupo comenzó a expandir con éxito su producción en joyería y relojes.
En 2012, el grupo informó un margen de beneficio de 23 millones de dólares sobre sus ventas de 250 millones de dólares (frente a los 21 millones de dólares del año anterior). En 2013, el grupo ocupó el puesto 17 en ventas mundiales.

## Filiales
Las siguientes empresas son filiales de propiedad absoluta del Grupo Morellato:
- Morellato
- Sector No Limits
- Philip Watch
- Chronostar
- Bluespirit
- Pianegonda joy[1]
- Morellato Middle East

## Asociaciones
- Colección Chiara Ferragni (desde 2021).[19]